# تازه‌کند مسقران
تازه‌کند مسقران یکی از روستاهای استان آذربایجان شرقی است که در دهستان آذغان بخش مرکزی شهرستان اهر واقع شده‌است.این روستا ۳۱۹ نفر جمعیت دارد.